# Ricardo Arjona
("Realmente no estoy tan solo")
Ricardo Arjona, all'anagrafe Édgar Ricardo Arjona Morales (Jocotenango, 19 gennaio 1964), è un cantautore e musicista guatemalteco con cittadinanza messicana di musica pop e rock melodico.

## Biografia e Riconoscimenti
Ha trascorso l'infanzia e compiuto gli studi accademici e musicali nella capitale Città del Guatemala, dove si era trasferito con la famiglia all'età di tre anni. A 21 anni ha avuto l'opportunità di incidere il suo primo disco dal titolo Dejame decir que te amo che non ha avuto però il successo auspicato. Deluso, ha deciso di lasciare il mondo della musica per alcuni anni dedicandosi prevalentemente alla pratica sportiva. Grazie alla notevole statura si è dedicato in particolare alla pallacanestro, partecipando anche ad alcune competizioni con la maglia della nazionale Guatemalteca . Arjona ha anche la cittadinanza messicana dal 1999.
La musica però restava il suo chiodo fisso tanto da indurlo a concedersi una seconda possibilità, che lo ha portato a conseguire il successo sperato e la consacrazione come compositore e cantante con la canzone Jesús verbo no sustantivo, contenuta nell'omonimo album pubblicato nel 1990.
La sua fama ha superato i confini nazionali fra il 1992 e il 1993 grazie al suo quarto album, Animal Nocturno e per mezzo di brani come Mujeres, Como Olvidarte e, appunto, Animal Nocturno.
Negli anni successivi riesce ad ottenere numerosi dischi di platino  con gli album Historias (1994) e Si el Norte fuera el Sur (1996), due produzioni che regaleranno al grande pubblico alcuni dei suoi più grandi successi come Señora de las cuatro decadas, Te conozco, Realmente no estoy tan solo e Tu reputación.
Nel 1998, l'album Sin daños a terceros presenta altri brani di importanza capitale nella carriera del cantante come Tarde (Sin daños a teceros), Dime que no e Desnuda.
Nel 2002 pubblica Santo Pecado, in cui sono contenute altre due canzoni di notevole successo come El Problema e Minutos.
Nel biennio 2005 - 2006 il suo nuovo lavoro Adentro (accompagnato da un tour internazionale che oltre ad averlo visto come di consueto sugli scudi in tutta l'America Latina, nei Caraibi e negli Stati Uniti, lo ha anche portato a varcare l'oceano e sbarcare con grandissimo successo in Spagna), gli vale l'assegnazione di quattro dischi di platino e di un Grammy Award nel 2007 . Fra i brani contenuti nel disco degni di menzione sono Acompañame a estar solo, A ti e Pingüinos en la cama.
Nel 2007 presenta la raccolta Quien dijo ayer, dove oltre a tre canzoni inedite canta alcuni fra i suoi grandi successi avvalendosi della collaborazione di svariati fra i più famosi cantanti sudamericani. Il brano A ti, invece, lo vede protagonista di un intenso duetto con Eros Ramazzotti.
Nel 2008, grazie alla canzone Quiero, contenuta in Quien dijo ayer, l'ASCAP lo insigne del premio di "Miglior canzone pop dell'anno". Nello stesso anno pubblica il suo ultimo lavoro, 5to Piso che gli vale l'assegnazione del disco di platino 2009 negli Stati Uniti e Portorico .
Nel 2011 pubblica il suo nuovo album Independiente, tramite la casa discografica "Metamorphosis" da lui stesso costituita e distribuito da Warner Music, a testimonianza, come intuibile dal titolo dato al disco, della sua voglia di amministrare in maniera più indipendente e libera il prosieguo della sua carriera. Il nuovo lavoro di Arjona balza subito in vetta alle classifiche ispanoamericane e statunitensi, conquistando il disco di platino in Argentina e Venezuela e il disco d'oro in Messico, Chile e Stati Uniti . Fra i brani che più danno risalto al lavoro dell'artista si possono menzionare El Amor, Hay Amores e Fuiste Tú, straordinario duetto con la giovane conterranea Gaby Moreno.
Nel biennio 2014 - 2015 il suo ultimo lavoro Viaje (che include brani di notevole livello come Cavernicolas, Apnea,Tu Fantasma e Lo poco que tengo) ottiene un grandissimo successo sia a livello di album che di Tour, tagliando l'impressionante traguardo di 600.000 biglietti venduti per i concerti tenuti in Argentina e Messico .
Lo stesso biennio vede il cantautore guatemalteco ricevere il premio "Vida y Obra" come riconoscimento per i suoi trenta anni di carriera artistica nell'ambito dell'ultima edizione dei trofei "Lo Nuestro" 
Il 21 Aprile 2017 Ricardo presenta al pubblico il suo album più recente: Circo Soledad. Le canzoni più rappresentative contenute all'interno del disco (che include 12 brani) sono Ella, El que Olvida, Señorita e Remiendo al Corazon. Come di consueto l'artista si impegna in un lungo tour internazionale che prevede oltre 100 concerti in America latina, Stati Uniti ed Europa, sorprendendo i suoi fans italiani con l'organizzazione di un concerto a Milano, prima volta per il cantante nel "Bel Paese", in data unica il giorno 5 Maggio 2018.
È il padre dell'attrice Adria Arjona.

## Discografia

### Album
- Déjame decir que te amo (1985)
- Jesús, verbo no sustantivo (1990)
- Del otro lado del sol (1991)
- Animal nocturno (1992)
- Historias  (1994)
- Si el norte fuera el sur (1996)
- Sin daños a terceros (1998)
- Galería caribe (2000)
- Santo pecado (2002)
- Adentro (2005)
- 5to piso (2008)
- Poquita Ropa (2010)
- Independiente (2011)
- Viaje (2014)
- Circo Soledad (2017)

### Raccolte e Album Live
- Vivo (1999)
- Lados B (2003)
- Solo (2004)
- Quién dijo ayer (2007)
- Simplemente lo mejor (2008)
- Trópico (2009)
- Apague la luz y escuche (2016)